# Thomas Ryberger
Thomas Gunnar Ryberger, född 18 december 1946 i Solna församling, död 11 augusti 2002 i Stockholm, var en svensk regissör och manusförfattare.
Ryberger tilldelades en Guldmask för bästa teaterregi 1991 och 1997.

## Filmografi
- 1993 – Konsulten
- 1999 – Två som oss
- 2000 – Jönssonligan spelar högt

## Teater

### Regi (ej komplett)
| År   | Uppsättning                                           | Upphovsmän                                                        | Teater                     |
| ---- | ----------------------------------------------------- | ----------------------------------------------------------------- | -------------------------- |
| 1979 | Två på häst och en på åsna Dva na koni, jeden na oslu | Oldrich Danek Bearbetning Olle Adolphson                          | Stockholms stadsteater     |
| 1991 | Flott och lagom                                       |                                                                   | Stora Teatern              |
| 1995 | Little shop of horrors                                | Alan Menken och Howard Ashman                                     | Chinateatern               |
| 1996 | A Chorus Line                                         | Marvin Hamlisch, James Kirkwood, Nicholas Dante och Edward Kleban | Riksteatern/ Stora Teatern |
| 1997 | Spanska flugan Die spanische Fliege                   | Franz Arnold och Ernst Bach                                       | Intiman                    |
| 1997 | Art                                                   | Yasmine Reza Översättning Calle Norlén                            | Riksteatern/ Folkan        |
| 1999 | Charleys tant Charley's Aunt                          | Brandon Thomas Översättning Sven Hugo Persson                     | Intiman                    |
| 2000 | Lorden från gränden Me and My Girl                    | L. Arthur Rose och Noel Gay                                       | Intiman                    |
| 2001 | Hela sjukan It Can Damage Your Health                 | Eric Chappell Översättning Anders Albien                          | Scalateatern/ Riksteatern  |

## Priser och nomineringar
| År   | Uppsättning     | Pris       | Kategori   | Resultat  |
| ---- | --------------- | ---------- | ---------- | --------- |
| 1991 | Flott och lagom | Guldmasken | Bästa regi | Vann      |
| 1996 | A Chorus Line   | Guldmasken | Bästa regi | Nominerad |
| 1997 | Spanska flugan  | Guldmasken | Bästa regi | Vann      |
| 1997 | Art             | Guldmasken | Bästa regi | Vann      |